# Garden Museum
Le Garden Museum, anciennement Museum of Garden History, est un musée, créé en 1980, consacré à l'histoire du jardinage en Angleterre. Il se situe sur Lambeth Road (en) à St Mary-at-Lambeth, une église paroissiale désacralisée située près du Lambeth Palace, à Londres.
De l'église, le musée a hérité d'un petit cimetière où sont enterrés Thomas Howard, Agnès Tilney, Elizabeth Howard, John Tradescant l'Ancien, John Tradescant le Jeune ou encore William Bligh.
Il met en avant les outils utilisés par les jardiniers au fil des siècles 

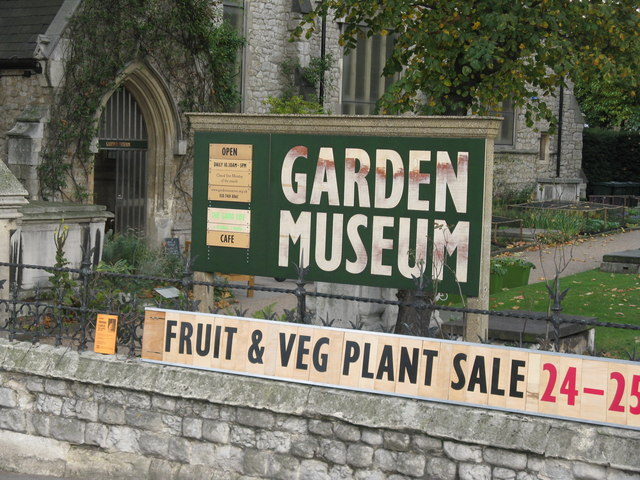
Garden museum.

## Collection
Le musée présente l'histoire de jardins anglais, leurs différents styles selon les époques, mais aussi le knot garden : représentation d'un jardin du XVIIe siècle.
Des collections temporaires sont exposées, des conférences et des ateliers de jardinage sont organisés régulièrement. Le festival of Garden Literature a lieu en juin.
Plus de 6000 objets sont présentés et couvrent 400 ans de jardinage que cela soit dans des grands jardins de campagne ou petits espaces de ville.

### Outils exposés
Plusieurs outils sont exposés au sein du musée :

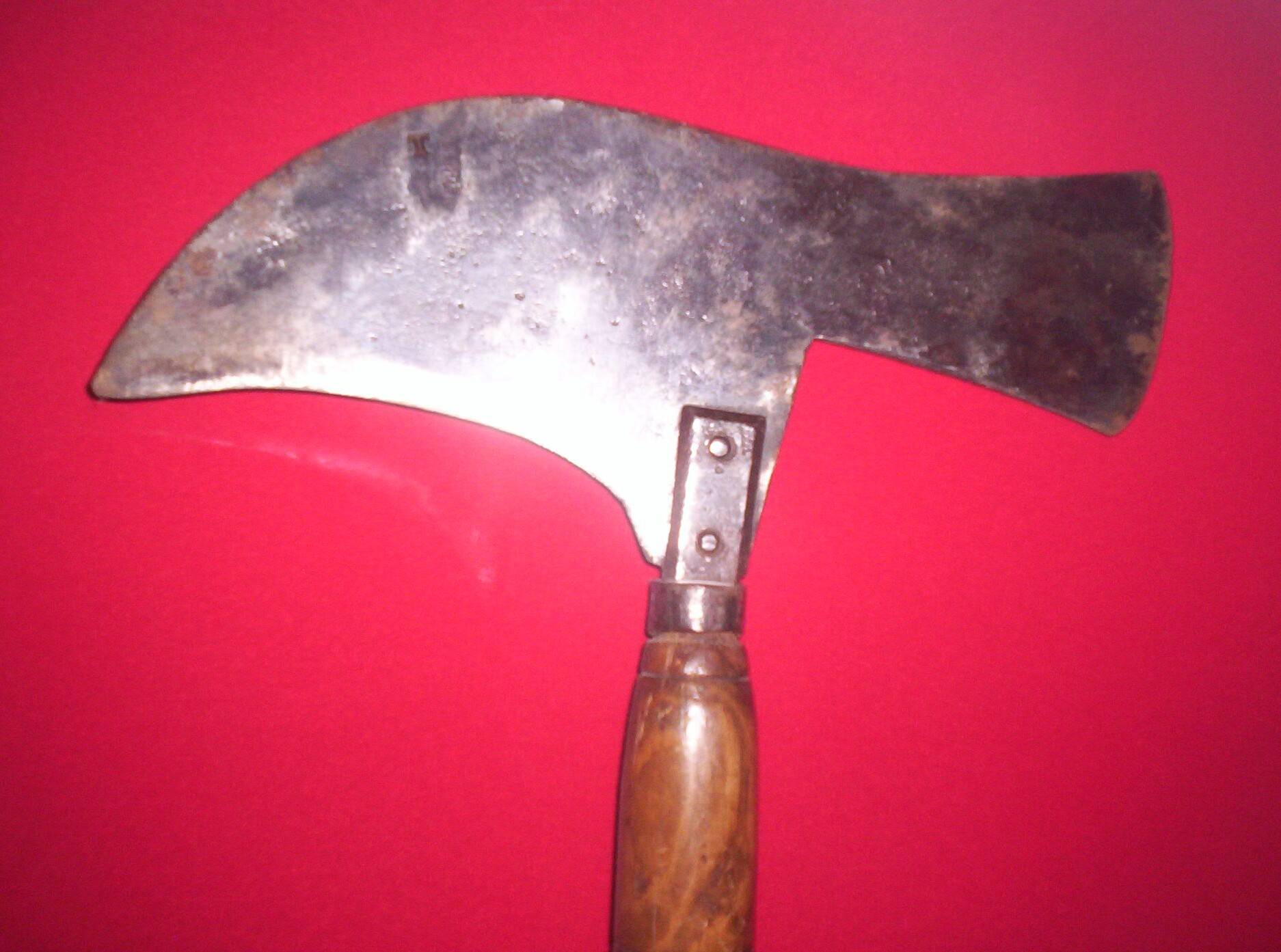
Lame.
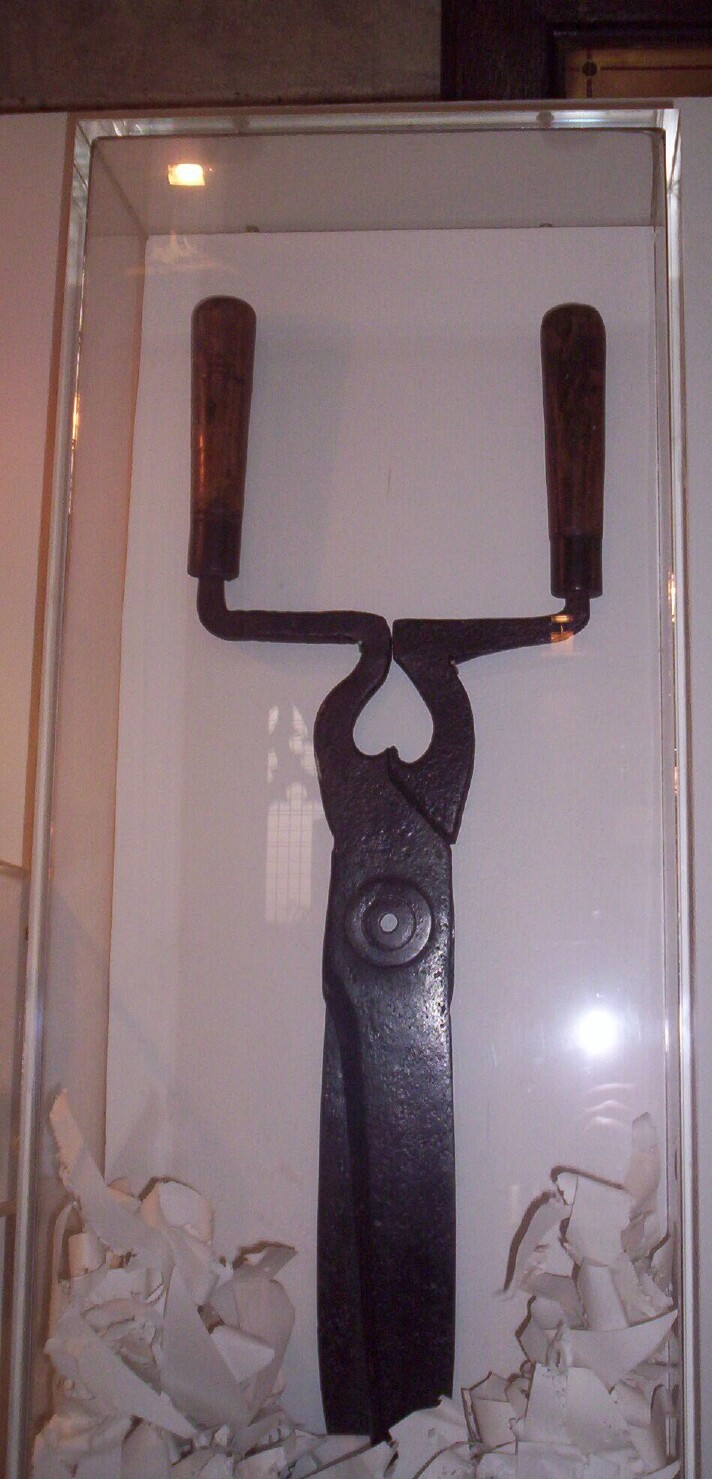
Cisailles.
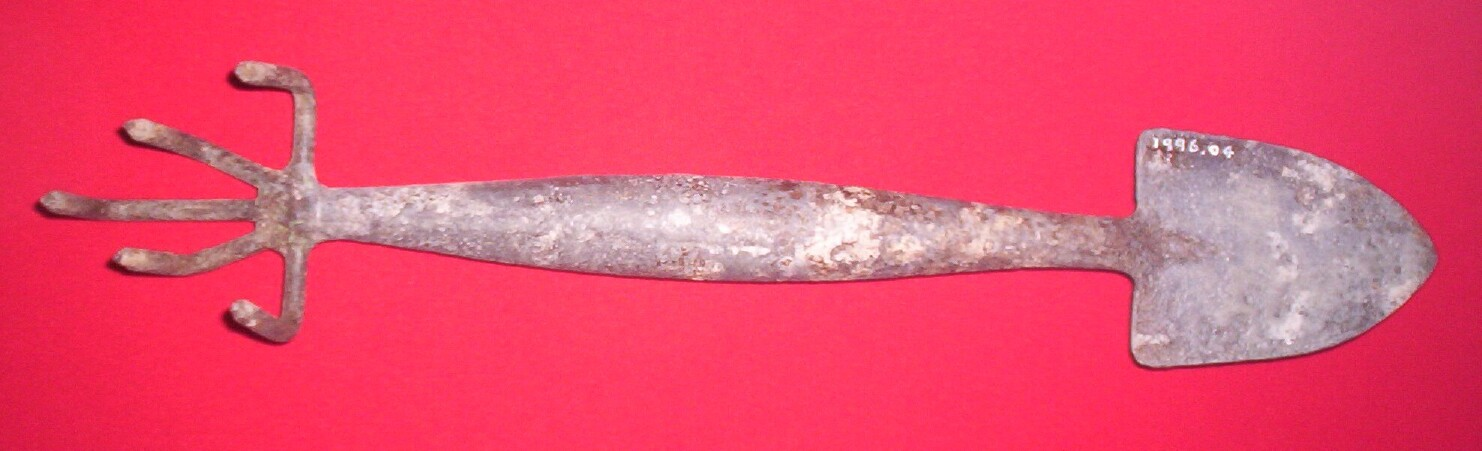
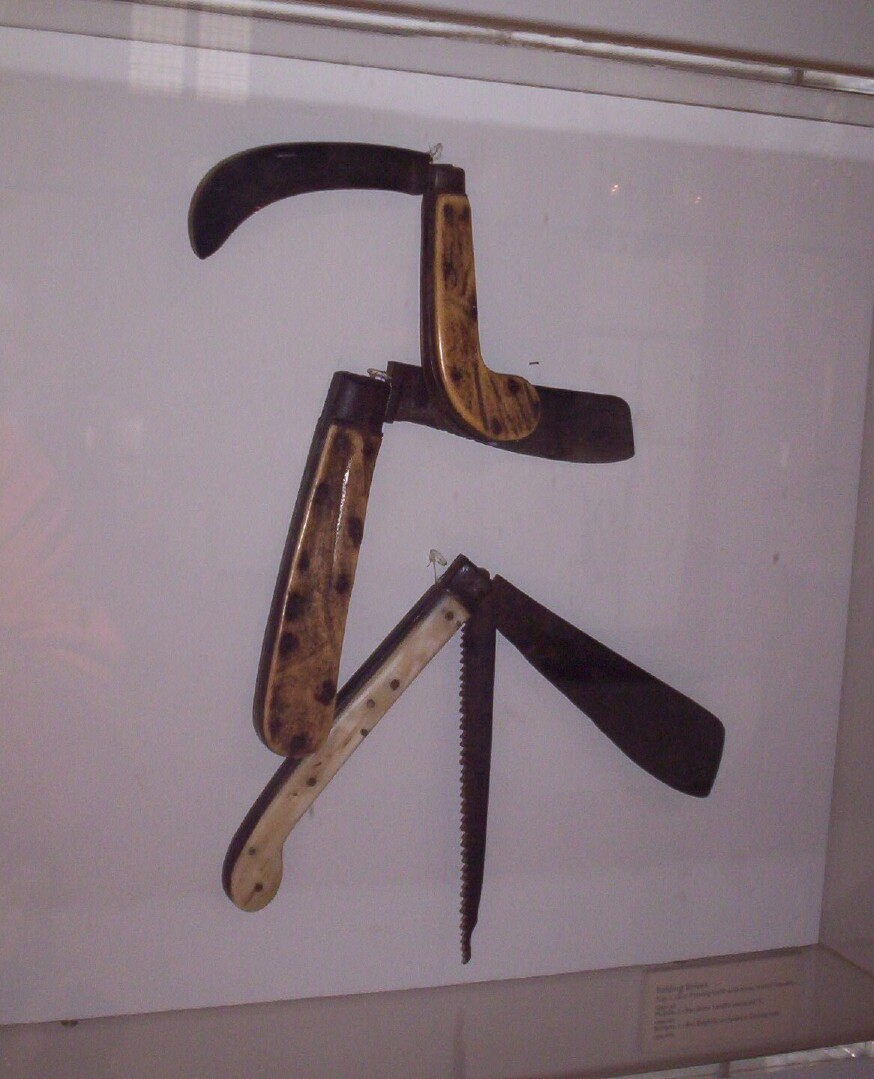
Couteaux.
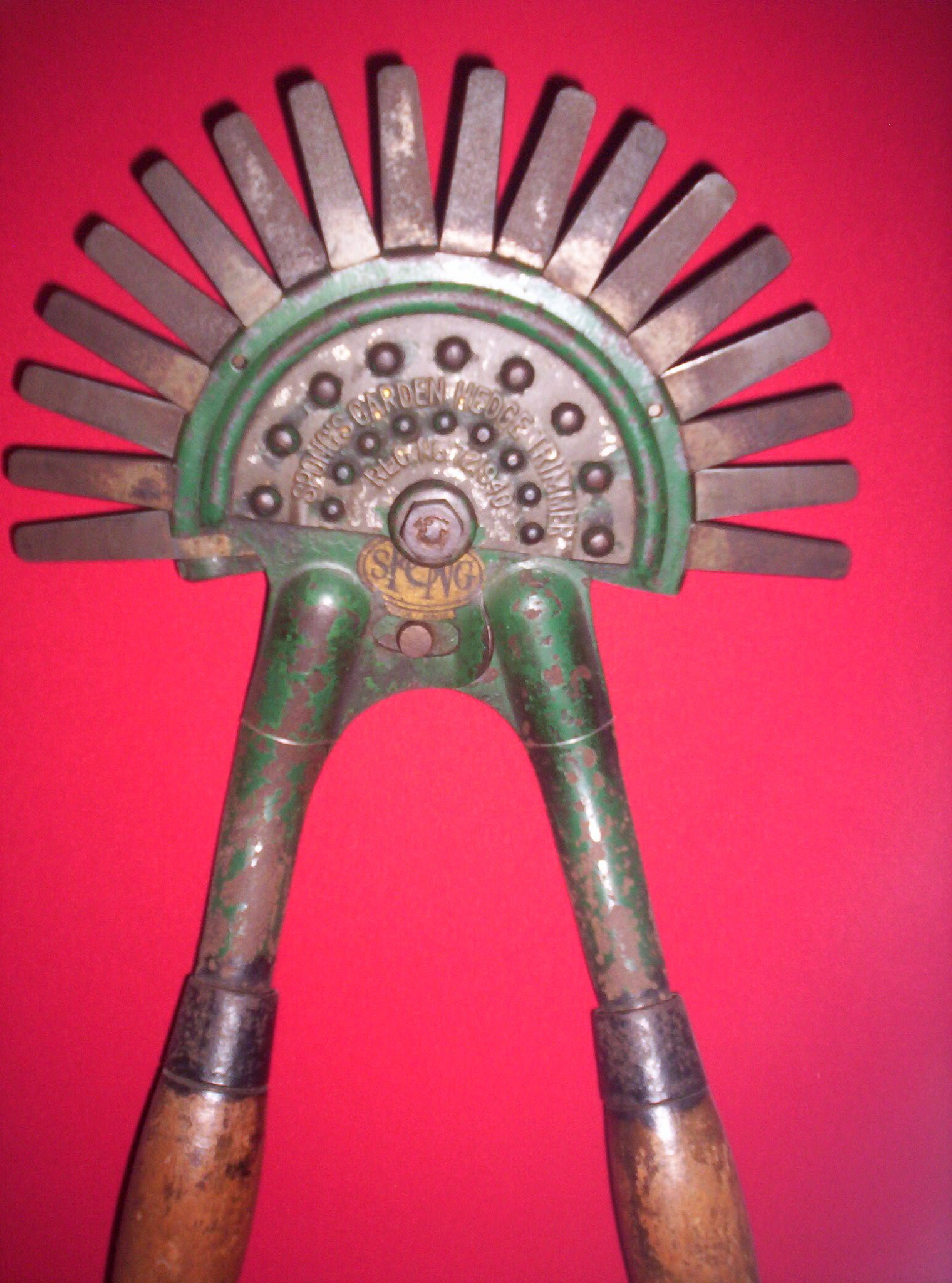
Cisailles multi-lames.
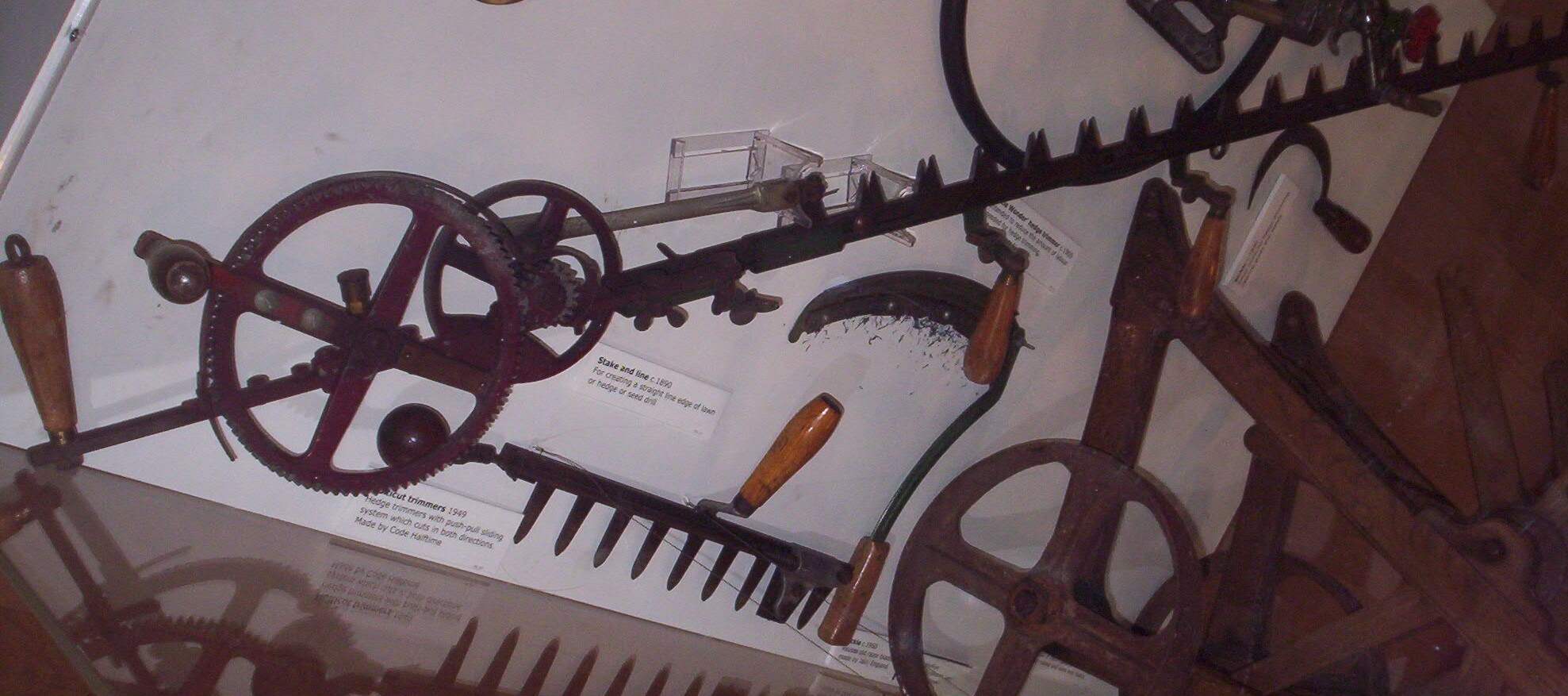
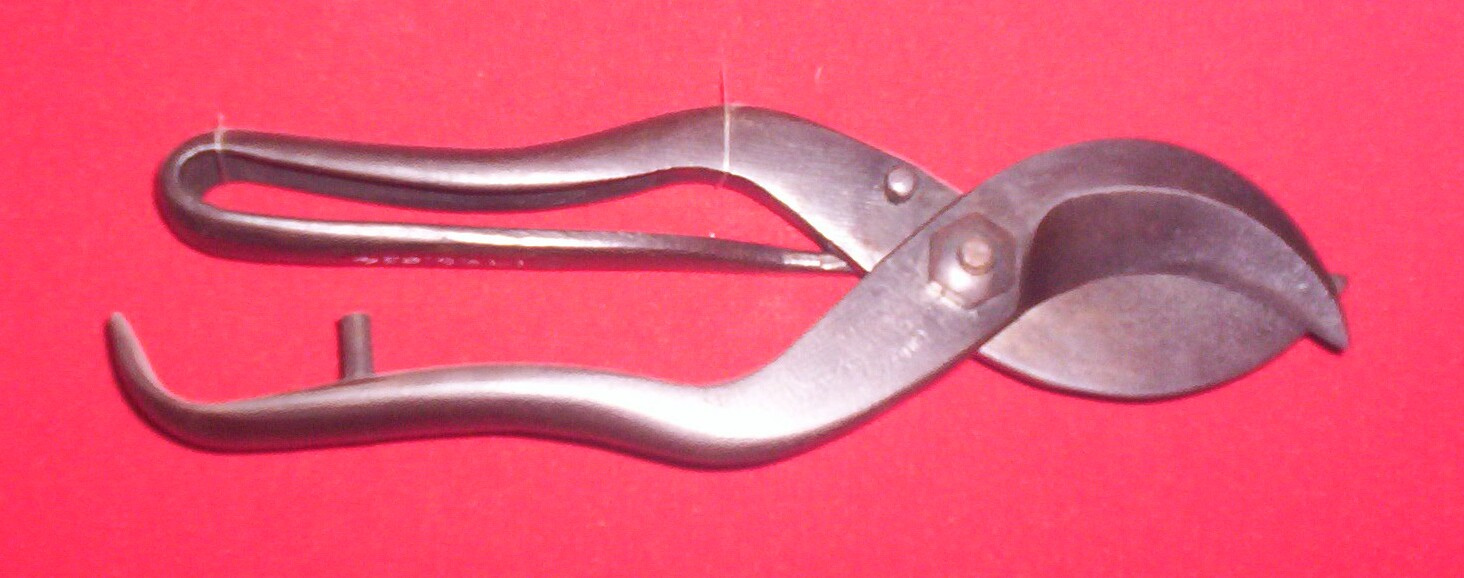
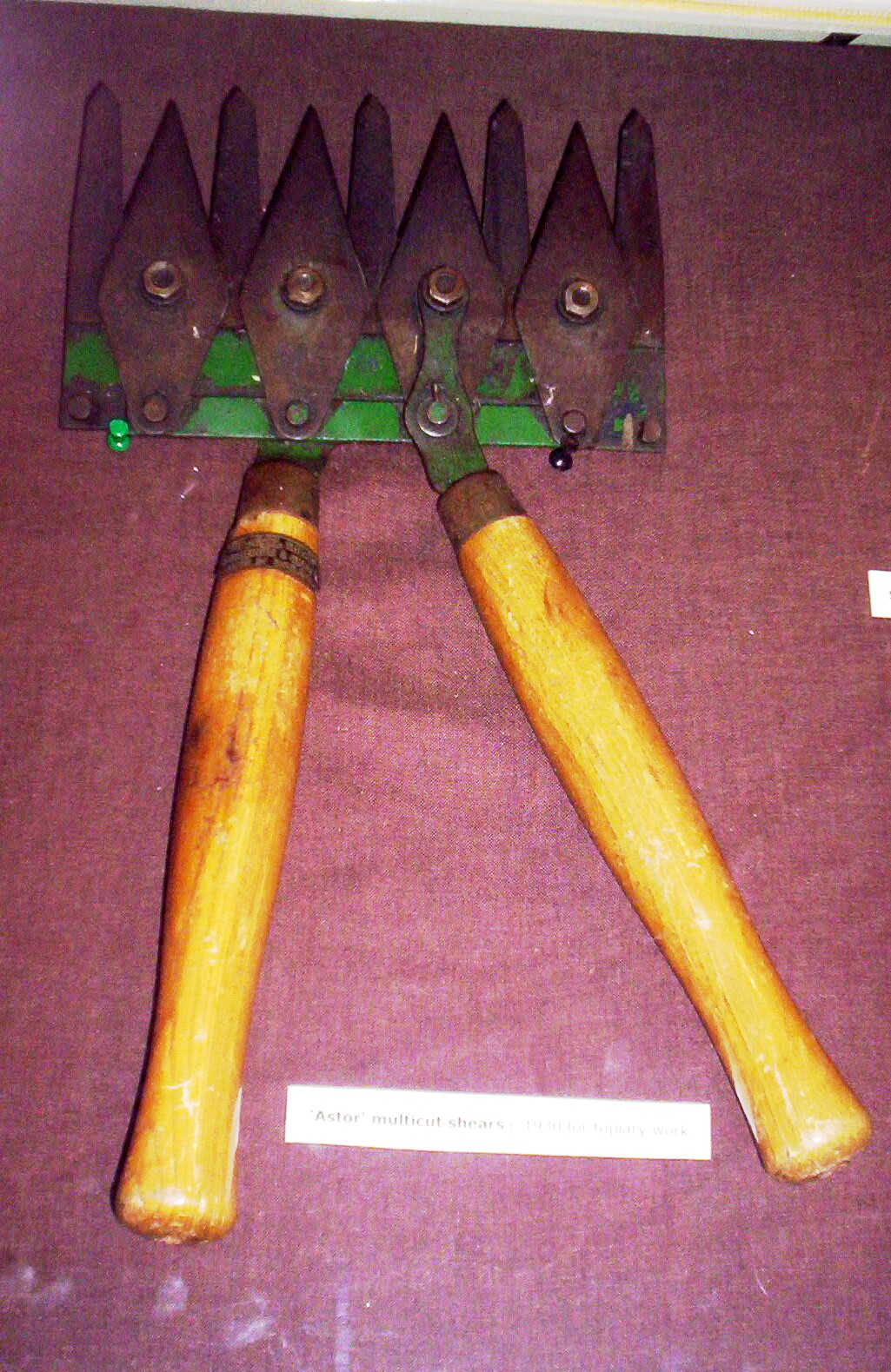
Cisailles à coupes multiples.